# كأس السوبر الكويتي 2020
كأس السوبر الكويتي 2020 هي مُبارة بين بطل الدوري نادي الكويت وبطل كأس الأمير النادي العربي. حيث فاز نادي الكويت بنتيجة 1–0. وسجل الهدف الوحيد فهد حمود بعد ضربة رأسية اصطدمت برأس أحمد الصالح مدافع العربى لتسكن الشباك بالدقيقة 49 من عمر اللقاء.

## المباراة
| نادي الكويت  | 1 – 0 | النادي العربي |
| ------------ | ----- | ------------- |
| فهد حمود 49' | تقرير |               |

## البطل
| كأس السوبر الكويتي 2020  |
| ------------------------ |
| نادي الكويت اللقب الخامس |
| Logo                     |